# Kotraža (miasto Kragujevac)
Kotraža (cyr. Котража) – wieś w Serbii, w okręgu szumadijskim, w mieście Kragujevac. W 2011 roku liczyła 185 mieszkańców.